# Louis Michel François Doyère
Pour les articles homonymes, voir Doyère.
Louis Michel François Doyère est un zoologiste et un agronome français, né le 28 janvier 1811 à Saint-Jean-des-Essartiers et mort le 12 juillet 1863 à Bastia.

## Biographie
Après avoir obtenu sa licence de sciences, il devient professeur à Paris. En 1838, il traduit en français l’ouvrage de William Buckland (1784-1856) intitulé La géologie et la minéralogie dans leurs rapports avec la théologie naturelle, publié l’année précédente en Angleterre. Deux ans plus tard, il fait paraître chez Dezobry et Magdeleine, un ouvrage intitulé : Leçons d'histoire naturelle. 
De 1841 à 1842, il est préparateur au laboratoire d'anatomie et histoire naturelle de l'Homme, au Muséum national d'histoire naturelle. Le 29 août 1842, il soutient devant la faculté des sciences de Paris sa thèse intitulée Mémoire sur l'organisation et les rapports naturels des Tardigrades, et sur la propriété remarquable qu'ils possèdent de revenir à la vie après avoir été complètement desséchés.
Il enseigne alors au lycée Henri IV à Paris, puis au lycée Bonaparte. De 1850 à 1852, il occupe la chaire de zoologie appliquée à l’agriculture à l’Institut agronomique de Versailles ; puis celle d’histoire naturelle à l’École centrale des arts et manufactures. Ultérieurement, il publie des travaux sur l'ensilage.

## Liste partielle des publications
- 1838 : traduction en français de La Géologie et la minéralogie dans leurs rapports avec la théologie naturelle de William Buckland (1784-1856) (deux volumes, Crochard, Paris).
- 1852 : Recherches sur l'alucite des céréales, l'étendue de ses ravages et les moyens de les faire cesser, suivies de quelques résultats relatifs à l'ensilage des grains (Dusacq, Paris).